# Certima xylinochroma
Certima xylinochroma är en fjärilsart som beskrevs av Paul Dognin 1892. Certima xylinochroma ingår i släktet Certima och familjen mätare. Inga underarter finns listade i Catalogue of Life.